# The Virgin Queen
The Virgin Queen is een vierdelige Britse historisch dramaserie uit 2005 en is gebaseerd op het leven van koningin Elizabeth I, met in de hoofdrol Anne-Marie Duff en Tom Hardy als Robert Dudley, 1e graaf van Leicester. De miniserie werd geproduceerd door de BBC en werd voor het eerst uitgezonden op 13 november 2005 op de Amerikaanse zender PBS. Op 22 januari 2006 verscheen The Virgin Queen  op BBC One.

## Verhaal
Elizabeth Tudor, dochter van koning Henry VIII en Anne Boleyn, zit gevangen in de Tower of London op beschuldiging van samenzwering tegen haar halfzus, koningin Mary. Ondanks het feit dat Elizabeths schuld niet is bewezen, vertrouwt de koningin haar niet en plaatst ze haar onder huisarrest in Woodstock. Na enige tijd wordt bekend dat Mary stierf, en nu wordt Elizabeth uitgeroepen tot koningin van Engeland. Al aan het begin van haar regering kampt de jonge koningin met veel moeilijkheden. Mary Stuart, achterkleindochter van Henry VII Tudor, betwist haar recht op de kroon van Engeland, en Elizabeths adviseurs staan erop dat ze zo snel mogelijk trouwt en een erfgenaam van de troon baart. Maar Elizabeth zelf heeft geen haast om de verkering van talloze vrijers te accepteren, waaronder Filips II van Spanje en aartshertog Karel II van Oostenrijk. De koningin is stiekem verliefd op een oude jeugdvriend Robert Dudley die toch al een vrouw heeft, Lady Amy Robsart die ver van Londen woont.
Robert en Elizabeth verbergen hun gevoelens niet langer en er gaan geruchten over hun romance de ronde aan de rechtbank. Amy die hiervan leert, gaat kapot en pleegt zelfmoord. Velen zijn er echter van overtuigd dat het Dudley was die zijn vrouw vermoordde om met de koningin te kunnen trouwen. Om een schandaal te voorkomen, besluit Elizabeth Robert van de rechtbank te excommuniceren en kondigt ze publiekelijk aan dat ze van plan is om het koninkrijk alleen te regeren en als maagd te sterven. Ondertussen komt er nieuws uit Schotland dat de katholieke koningin Mary Stuart is getrouwd met haar neef Henry Stuart Darnley en nu in volle gang is met intriges, met als doel de protestantse Elizabeth omver te werpen en op de troon van Engeland te regeren. Bovendien leert de koningin dat een van de inspiratoren van de aanstaande samenzwering haar familielid is, Thomas, hertog van Norfolk. Elizabeth is geschokt door zijn verraad en stuurt de hertog naar de toren.
Verscheidene jaren gaan voorbij. Elizabeths raadgevers beginnen een nieuwe onderhandelingsronde voor haar huwelijk, dit keer met François, hertog van Alencon die de koningin gunst betoont. Onverwacht krijgt ze te horen dat Robert Dudley in het geheim met haar nichtje, Lady Lettice Knollys is getrouwd. In woede verbant ze Letitia en vertelt Dudley dat ze hem nooit zal vergeven. Nu is Elizabeth serieus van plan om te trouwen, zowel om de lijn van opvolging veilig te stellen als ter wille van een bondgenootschap met Frankrijk, aangezien de verbannen Mary Stuart nog steeds tegen haar aan het samenzweren is. De onderwerpen zijn echter niet blij met het aanstaande huwelijk van de koningin en een buitenlandse prins, en al snel moet François met niets naar huis. Ondertussen zal Elizabeth moeten beslissen wat ze met Mary Stuart gaat doen. Francis Walsingham, hoofd van het spionagenetwerk verzint bewijzen tegen de Schotse koningin en Elizabeth veroordeelde haar ter dood.
Ondanks de eliminatie van de gevaarlijke pretendent, neemt de vete tussen katholieken en protestanten niet af en nadert de onoverwinnelijke Armada, de vloot die door Filips van Spanje is gemaakt om Engeland te veroveren en terug te brengen naar de schoot van de katholieke kerk, het koninkrijk. De Spanjaarden lijden echter een verpletterende nederlaag. Elizabeth en haar volk vieren de overwinning, maar de triomf van de koningin wordt overschaduwd door de dood van Robert Dudley. Veel getalenteerde en briljant opgeleide jonge mensen haasten zich naar de leegstaande favoriete plek aan het hof van de koningin, maar Elizabeth geeft de voorkeur aan de jonge Robert Devereux, graaf van Essex, zoon van Dudley en Letitia Knollys. Met de hulp van zijn moeder probeert Essex een leidende plaats in te nemen, zowel aan het hof als in het leven van de koningin. Hij slaagt erin niet alleen de meest populaire onder de hovelingen te worden, maar krijgt ook een goede reputatie bij het gewone volk. Vanwege de opvliegende karakter van de graaf, laaien er vaak conflicten op tussen hem en Elizabeth en toch kan de koningin niet lang boos op Essex zijn.
Maar na zijn mislukte poging om de rellen in Ierland de kop in te drukken, is Elizabeths geduld uitgeput en berooft ze hem alle privileges. Essex worstelt om haar vroegere genegenheid voor de koningin te herwinnen, maar ze is onvermurwbaar. Voor alle problemen en mislukkingen geeft hij de regering van Elizabeth de schuld, die wordt geleid door Robert Cecil. Essex verzamelt andere ontevredenen over de stand van zaken in de staat en begint een opstand om de adviseurs van de koningin te elimineren, Elizabeth zelf te verwijderen en, zichzelf Lord Protector te noemen, de controle over het koninkrijk in eigen handen te nemen. De opstand vindt echter niet de verwachte steun, de samenzweerders worden gevangengenomen en Essex wordt veroordeeld tot onthoofding wegens het plegen van hoogverraad. Na de executie van Essex is de koningin ontroostbaar. Ze vervaagt langzaam, trekt zich terug in haar kamers en geeft zich over aan eindeloze herinneringen aan vervlogen dagen. Op 24 maart 1603 sterft Elizabeth. Robert Cecil schrijft een brief aan haar opvolger, koning James Stuart van Schotland. Terwijl hij de spullen van de overledene uitzoekt, ontdekt hij dat er een miniatuur verborgen zit in de ring die de koningin jarenlang droeg. Dit is een portret van Elizabeth's moeder, Anne Boleyn.

## Rolverdeling
| Acteur            | Personage                                |
| ----------------- | ---------------------------------------- |
| Anne-Marie Duff   | koningin Elizabeth I                     |
| Tom Hardy         | Robert Dudley, 1e graaf van Leicester    |
| Sienna Guillory   | Lettice Knollys                          |
| Ian Hart          | William Cecil, 1e baron Burghley         |
| Kevin McKidd      | Thomas Howard, 4e hertog van Norfolk     |
| Dexter Fletcher   | Thomas Radclyffe, 3e Graaf van Sussex    |
| Ben Daniels       | Francis Walsingham                       |
| Hans Matheson     | Robert Devereux, 2e Graaf van Essex      |
| Emilia Fox        | Amy Robsart                              |
| Joanne Whalley    | koningin Mary I                          |
| Ewen Bremner      | Sir James Melville                       |
| Sebastian Armesto | Charles Blount, 1st Graaf van Devonshire |
| Karl Theobald     | Sir Horace Alsop                         |
| Bryan Dick        | Thomas Wyatt Jr.                         |

## Verschillen met historische gebeurtenissen
In tegenstelling tot andere verfilmingen kenmerkt The Virgin Queen  zich door een zeer precieze weergave van historische feiten. Toch waren er kleine dingen die werden veranderd, weggelaten of gezegd in het script, hoewel ze nooit konden worden bewezen.
- Mary Stuarts betrokkenheid bij de Babington-samenzwering verschijnt hier als een intrige die is bedacht door Francis Walsingham.[3]
- Lettice Knollys stamde af van Mary Boleyn, de oudere zus van Anne Boleyn, via haar moeder Catherine Carey. In werkelijkheid was ze tien jaar jonger dan Elizabeth en kwam ze pas in haar leven na Elizabeth's kroning.[4]
- Het huwelijk van Robert Devereux met Frances, de dochter van Walsingham, ontbreekt in het script.[5]

## Prijzen en nominaties
The Virgin Queen won 2 prijzen en ontving 8 nominaties, waarvan de belangrijkste:
| Jaar | Prijs                    | Categorie                        | Ontvangstnemer(s)                        | Uitslag     |
| ---- | ------------------------ | -------------------------------- | ---------------------------------------- | ----------- |
| 2005 | Satellite Award          | Beste miniserie                  | Beste miniserie                          | Genomineerd |
| 2006 | International Emmy Award | Beste televisiefilm of miniserie | British Broadcasting Corporation         | Genomineerd |
| 2007 | BAFTA Award              | Beste dramaserie                 | Coky Giedroyc, Paula Milne & Paul Rutman | Genomineerd |
| 2007 | BAFTA Award              | Beste actrice                    | Anne-Marie Duff                          | Genomineerd |
| 2007 | BAFTA Award              | Beste kostuums                   | Amy Roberts                              | Gewonnen    |